# Coupe du Liechtenstein de football 2002-2003
Navigation
Édition précédente Édition suivante
La coupe du Liechtenstein 2002-2003 de football est la 58e édition de la Coupe nationale de football, la seule compétition nationale du pays en l'absence de championnat.
Elle se dispute du 24 septembre 2002 au 1er juin 2003, avec la finale disputée entre le FC Vaduz, tenant du titre depuis 1998, et le FC Balzers.
Les 7 équipes premières du pays ainsi que plusieurs équipes réserves de ces clubs, soit au total 16 formations, prennent part à la compétition.
Le FC Vaduz conserve le trophée en battant le FC Balzers en finale sur le score de 6 buts à 0. Il s'agit du 32e titre de l'histoire du club dans la compétition. Grâce à ce succès, le club assure sa participation à la prochaine édition de la Coupe UEFA.

## Huitièmes de finale
| Équipe 1             | Résultat | Équipe 2          |
| -------------------- | -------- | ----------------- |
| FC Schaan II         | 1 - 5    | FC Vaduz II       |
| FC Ruggell II        | 1 - 5    | FC Schaan         |
| FC Triesenberg II    | 1 - 5    | FC Triesen        |
| FC Vaduz III         | 0 - 15   | USV Eschen/Mauren |
| FC Schaan Azzurri    | 0 - 11   | FC Vaduz          |
| FC Balzers II        | 4 - 2    | FC Ruggell        |
| USV Eschen/Mauren II | 4 - 2    | FC Triesenberg    |
| FC Triesen II        | 2 - 8    | FC Balzers        |

## Quarts de finale
| Équipe 1             | Résultat | Équipe 2          |
| -------------------- | -------- | ----------------- |
| USV Eschen/Mauren II | 3 - 0    | FC Vaduz II       |
| FC Balzers II        | 0 - 6    | FC Balzers        |
| FC Schaan            | 0 - 5    | FC Vaduz          |
| FC Triesen           | 5 - 6    | USV Eschen/Mauren |

## Demi-finales
| Équipe 1          | Résultat | Équipe 2             |
| ----------------- | -------- | -------------------- |
| FC Balzers        | 1 - 0    | USV Eschen/Mauren II |
| USV Eschen/Mauren | 1 - 7    | FC Vaduz             |

## Finale
| 1er juin 2003 | FC Vaduz                                               | 6 - 0 | FC Balzers | Rheinpark Stadion, Vaduz                      |                                               |
|               | Beck 10e, 17e, 35e, 75e (pen.), 90e · M. Polverino 45e |       |            | Spectateurs : 1 000 Arbitrage : Dieter Schoch | Spectateurs : 1 000 Arbitrage : Dieter Schoch |

- Le FC Vaduz se qualifie pour la Coupe UEFA 2003-2004.